# Grotta dell'Inferno
La grotta dell'Inferno, grotta del Diavolo o grotta di Scala di Giocca (in sardo grutta'e s'Inferru), si apre nei calcari miocenici delle vicinanze della città di Sassari nel comune di Muros. È sita sul versante occidentale del monte Tudurighe nelle vicinanze di Scala di Giocca, a 320 m s.l.m.

## Descrizione
L'ingresso è piuttosto ampio (10 m di larghezza e 5 m di altezza), ma nascosto dal bosco di Badde Olia. La cavità ha un ramo principale della lunghezza di 220 metri che risulta abbastanza larga per i suoi tre quarti, restringendosi nella parte terminale. Si tratta di una cavità molto complessa, formata da pozzi, varie diramazioni e frane, tutte caratteristiche che la rendono labirintica e le danno uno sviluppo di circa 600 metri.
Non è una grotta pregevole dal punto di vista estetico, in quanto presenta una scarsità di concrezioni, danneggiate, scurite e sporcate dal susseguirsi di visite che ci sono state sin dalla seconda metà dell'800, e per l'impiego della grotta come cava di guano di pipistrelli, utilizzato come fertilizzante.
È consigliato non avventurarsi soli in quanto è facilissimo perdersi, e inoltre la grotta presenta tratti difficoltosi.

## Fauna
La grotta dell'Inferno è importante dal punto di vista biologico: costituisce infatti l'habitat di alcune specie di aracnidi, anellidi, miriapodi, crostacei e chirotteri.

## Reperti archeologici
Sin dalle prime esplorazioni sono stati ritrovati alcuni reperti litici e fittili attribuiti al neolitico e a varie fasi della civiltà nuragica, principalmente della cultura di Bonu Ighinu. I più significativi sono una ceramica cardiale, con decorazione impressa con una conchiglia, e un frammento di ciotola con motivo stellare: tali reperti sono custoditi ed esposti al Museo Sanna di Sassari.

## Reperti fossili
Nella grotta sono stati rinvenuti resti scheletrici di chirotteri e mammiferi quali il cervide megaceros algarensis.